# Tânărul Sherlock Holmes
Sherlock: Case of Evil (2002) este un film de televiziune care-l prezintă pe Sherlock Holmes (James D'Arcy) ca pe un tânăr adult în jur la vreo 20 de ani. Filmul este notabil deoarece se îndepărtează de stilul și povestea originală.

## Povestea
În debutul filmului, Sherlock se duelează cu Profesorul Moriarty (Vincent D'Onofrio) și aparent îl împușcă mortal, corpul acestuia fiind târât de apele din canalizare. Poliția apare și-l arestează pentru crimă, dar după ce află pe cine l-a ucis îl eliberează pe Sherlock care devine faimos ca cel care l-a omorât pe cel mai mare criminal al Londrei. Holmes se întâlnește cu Doctorul Watson (Roger Morlidge) la morgă, acolo unde acesta lucra, în timpul unei investigații privind o serie de crime. Doctorul Watson este prezentat ca fiind un inventator al unor procedee de examinare a cadavrelor, inclusiv de prindere și tăiere a craniului uman pentru studierea creierului. Amândoi continuă ancheta pe cont propriu și își dau seama că Profesorul Moriarty trăiește și că a plănuit totul de la bun început, inclusiv moartea sa, pentru a prelua afacerile tuturor contrabandiștilor cu droguri.

## Distribuție
- James D'Arcy	...	Sherlock Holmes
- Roger Morlidge	...	Dr. Watson
- Gabrielle Anwar	...	Rebecca Doyle
- Vincent D'Onofrio	...	Profesorul Moriarty
- Nicholas Gecks	...	Inspectorul Lestrade
- Peter-Hugo Daly	...	Henry Coot
- Richard E. Grant	...	Mycroft
- Struan Rodger	...	Ben Harrington
- Mihai Bisericanu	...	Sgt. Cox
- Sandu Mihai Gruia	...	Dr. Cruickshank (ca Mihai Gruia Sandu)
- Constantin Bărbulescu	...	Captor #1 (Costi Barbulescu)
- Doru Dumitrescu	...	Captor #2
- Constantin Vasilescu	...	Goldie Duggan
- Corneliu Tigancu	...	Chinese Proprietor
- Fritha Goodey	...	Anna
- Ioana Abur	...	Victoria
- Natalie Ester	...	Pretty Young Hopeful
- Oana Ardelean	...	Debutante #1
- Cristina Teodorescu	...	Debutante #2
- Andreea Bălan	...	Burlesque Girl
- Mihai Dinvale	...	Theatre manager
- Ștefan-Dominic Voronca	...	Young Holmes (ca Stefan Veronca)
- Valentin Popescu	...	Killer
- Radu Captari	...	Pianist
- Anca Androne	...	Nurse
- Adrian Huluban	...	Surgeon
- Cornel Ragea	...	Policeman
- Vasile Albinet	...	Policeman
- Adrian Pavlovschi	...	Policeman